# 斯列德涅耶湖 (阿爾泰邊疆區)
52°37′55″N 82°6′43″E / 52.63194°N 82.11194°E

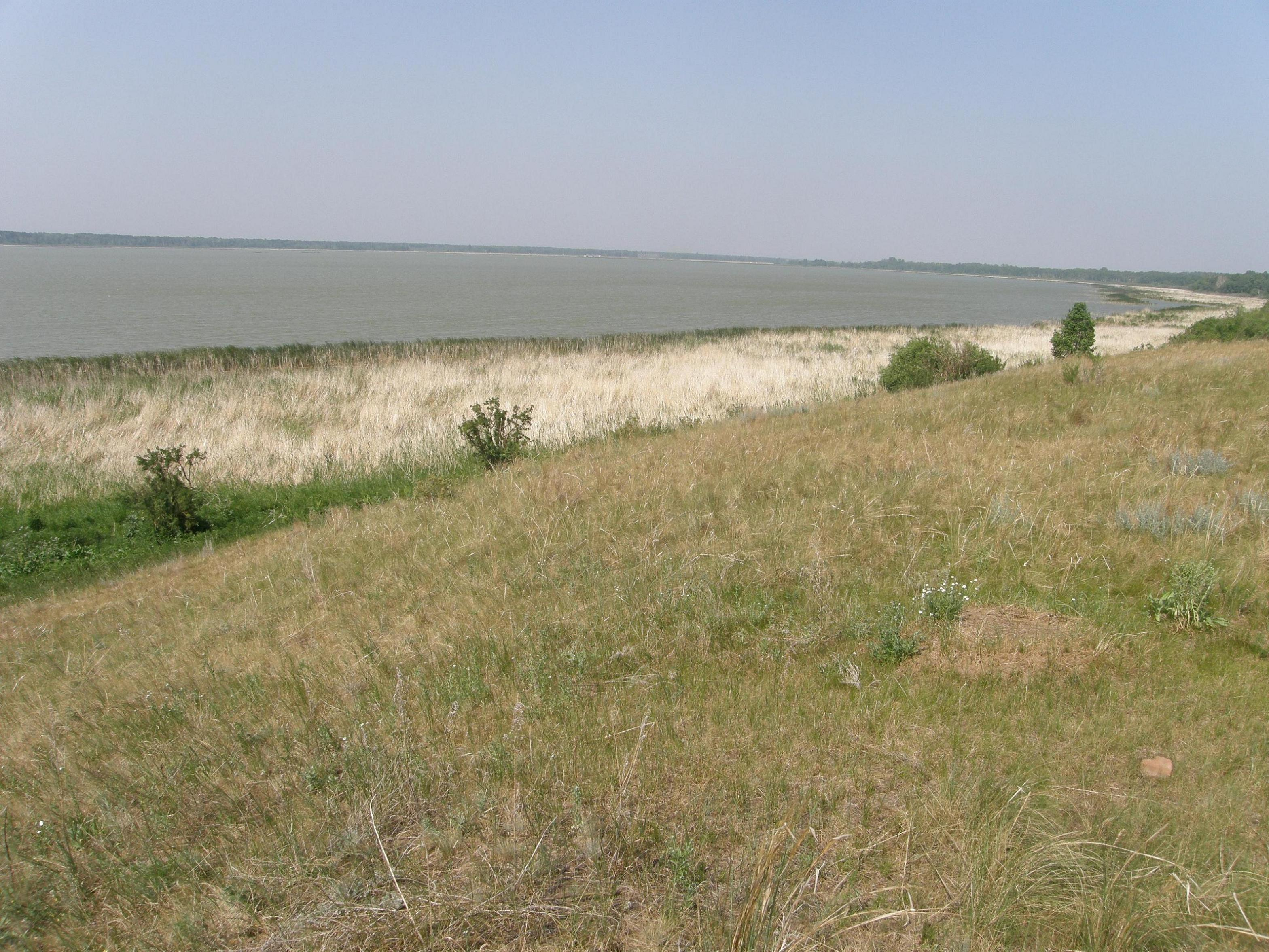

斯列德涅耶湖（俄语：Среднее），是俄羅斯的湖泊，位於該國南部，由阿爾泰邊疆區負責管轄，長6公里、寬1.5公里，面積7.07平方公里，平均水深1.5米，最大水深1.7米。